# Irish Stew

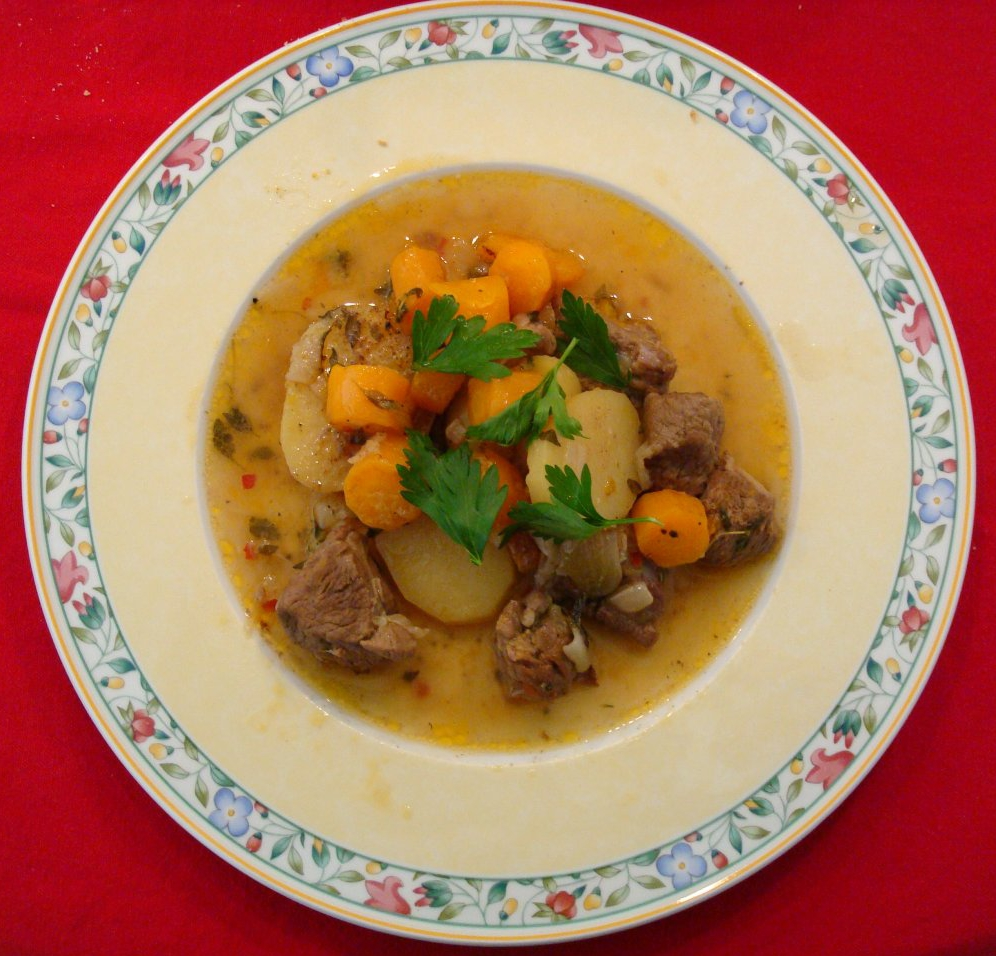
Irish Stew mit Petersilie

Das Irish Stew (irisch Stobhach Gaelach) ist ein traditionelles Eintopfgericht der irischen Küche. Es besteht hauptsächlich aus Hammel- oder Lammfleisch, Kartoffeln, Zwiebeln und Petersilie. Oft werden auch Karotten, Pastinaken, Steckrüben oder Graupen hinzugefügt, von Puristen werden diese jedoch abgelehnt.
Traditionell war Hammel die dominante Zutat, da die wirtschaftliche Bedeutung von Schafen in ihrer Wolle und Milchprodukten lag. Ältere oder wirtschaftlich unrentable Schafe konnten so durch stundenlanges Kochen noch verwertet werden. Das Irish Stew steht in der irischen Kochtradition, in der fast ausschließlich über offenem Feuer gekocht wurde.
Ab etwa 1800 wird das Irish Stew als irisches Nationalgericht angesehen. Es wird heute in Irland selbst seltener gegessen, da es wegen seiner Geschichte als Arme-Leute-Essen gilt. In jüngeren Jahren haben kartoffelreiche traditionelle irische Gerichte wie Coddle an Beliebtheit zugenommen.
Häufig werden verschiedene Varianten mit Rindfleisch oder Geflügel angeboten.